# François-Virgile Dubillard

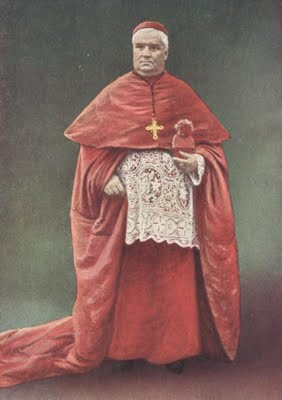
François-Virgile Kardinal Dubillard

François-Virgile Kardinal Dubillard (* 16. Februar 1845 in Soye, Frankreich; † 1. Dezember 1914 in Chambéry) war Erzbischof von Chambéry.

## Leben

Kardinalswappen

François-Virgile Dubillard erhielt seine theologische und philosophische Ausbildung in Vesoul, Besançon und Rom. Er promovierte in Rom zum Doktor der Theologie und empfing am 5. September 1869 das Sakrament der Priesterweihe. Von 1869 bis 1872 arbeitete er in der Gemeindeseelsorge, ehe er 1872 Professor für Dogmatik und Dogmengeschichte am Priesterseminar von Besançon wurde. In den Jahren 1881 bis 1890 stand er diesem Seminar auch als Regens vor. Von 1890 bis 1899 leitete François-Virgile Dubillard als Generalvikar die Verwaltung des Bistums Besançon.
Am 14. Dezember 1899 ernannte ihn Papst Leo XIII. zum Bischof von Quimper. Die Bischofsweihe spendete ihm am 24. Februar 1900 in der Kathedrale von Besançon Fulbert Petit, der Erzbischof von Besançon, Mitkonsekratoren waren Pierre-Marie Ardin, Erzbischof von Sens, und Charles Theuret, Bischof von Monaco. Papst Pius X. übertrug ihm im Jahre 1907 die Leitung des Erzbistums Chambéry und nahm ihn am 27. November 1911 als Kardinalpriester mit der Titelkirche Santa Susanna in das Kardinalskollegium auf.
François-Virgile Dubillard konnte aus Krankheitsgründen nicht am Konklave des Jahres 1914 teilnehmen. Er starb am 1. Dezember 1914 in Chambéry und wurde in der dortigen Kathedrale beigesetzt.